# Vykáň
Vykáň település Csehországban, a Nymburki járásban. Vykáň Černíky, Mochov, Vyšehořovice, Břežany II, Bříství és Kounice településekkel határos. Lakosainak száma 428 fő (2024. január 1.).

## Népesség
A település lakosságának változását az alábbi diagram mutatja:
| Lakosok száma | 456  | 485  | 568  | 409  | 321  | 388  | 394  | 397  | 391  | 428  |
|               | 1869 | 1900 | 1921 | 1961 | 1980 | 2011 | 2016 | 2019 | 2021 | 2024 |